# Cốc Pài
Cốc Pài là thị trấn huyện lỵ của huyện Xín Mần, tỉnh Hà Giang, Việt Nam.

## Địa lý
Thị trấn Cốc Pài có vị trí địa lý:
- Phía bắc giáp xã Pà Vầy Sủ và xã Chí Cà
- Phía đông giáp xã Thèn Phàng và xã Tả Nhìu
- Phía nam giáp xã Bản Ngò và xã Nàn Ma
- Phía tây giáp xã Pà Vầy Sủ.

Thị trấn Cốc Pài có diện tích 16,46 km², dân số năm 2019 là 5.605 người, mật độ dân số đạt 341 người/km².
Thị trấn Cốc Pài khá đặc biệt vì nằm bên một sườn núi, khu dân cư uốn lượn từ triền núi này xuống triền núi thấp hơn, do đó các con đường khá quanh co, bên trong khu vực thị trấn có 1 khúc cua tay áo khá nguy hiểm.

## Hành chính
Thị trấn Cốc Pài có 11 tổ dân phố, thôn được chia thành 4 tổ dân phố: 1, 2, 3, 4 và 7 thôn: Cốc Cọc, Cốc Pài, Na Pan, Súng Sảng, Trúng Trải, Vũ Khí, Suôi Thầu.

## Lịch sử
Ngày 31 tháng 3 năm 2009, Chính phủ ban hành Nghị định 11/2009/NĐ-CP về việc thành lập thành thị trấn Cốc Pài trên cơ sở nguyên trạng 1.647,38 ha diện tích tự nhiên và 3.969 nhân khẩu của xã Cốc Pài cũ.